# A communi observantia non est recedendum
A communi observantia non est recedendum è una locuzione latina che significa "Non ci si deve allontanare dall'opinione comune". 

## Definizione
È una norma di comportamento fondata sul principio che, in caso di dubbio, ci si deve attenere nei giudizi e nelle azioni ai pareri e agli usi condivisi dal sensus communis (senso comune), senza discostarsene troppo ("non est recedendum", non bisogna allontanarsi).